# Heinz Probandt

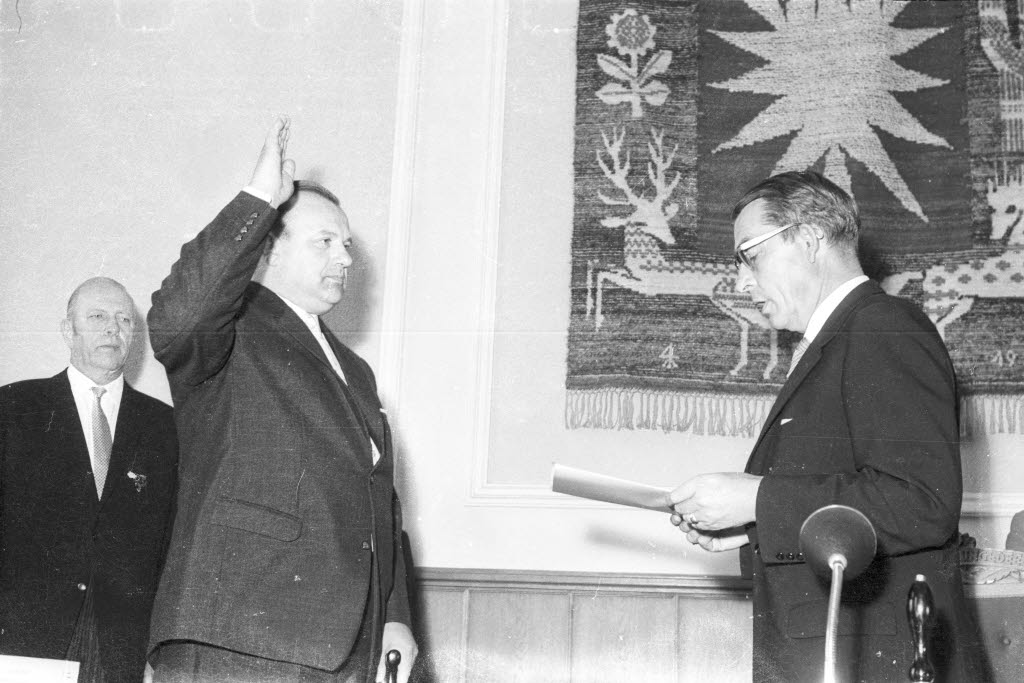
Heinz Probandt (li.) bei der Vereidigung durch den Landtagspräsidenten Claus-Joachim von Heydebreck (1963)

Heinz Probandt (* 29. Juni 1919 in Stradaunen; † 16. Juli 2002) war ein deutscher Politiker (FDP).

## Leben
Probandt war von Beruf Landwirt und lebte in Höbek. Er saß von 1963 bis 1967 im Landtag von Schleswig-Holstein. In dieser Zeit war er Parlamentarischer Vertreter des Finanzministeriums im Kabinett Lemke I.
Im Mai 1966 hob der Landtag die Immunität Probandts auf, nachdem er eine Gruppe von Polizeibeamten verbal angegriffen hatte.
Er wurde auf dem Friedhof St. Johannis in Neuenkirchen beigesetzt.